# Grb Občine Litija
Grb Občine Litija je predstavljen na ščitu poznogotskega stila, sanitske oblike. Osnovna barva ščita je modra, obrobljen pa je z zlatim robom. Na njem so na sredini upodobljeni trije motivi; vaška situla v rumeni barvi, prekinjena s savskim kolenom, na kateri je upodobljen stiliziran čolnar, ki svoj čoln potiska preko reke Save. Čolnar in čoln sta upodobljena v beli barvi.